# Acrocercops plebeia
Acrocercops plebeia är en fjärilsart som först beskrevs av Turner 1894.  Acrocercops plebeia ingår i släktet Acrocercops och familjen styltmalar. Inga underarter finns listade i Catalogue of Life.